# Punta de Teno

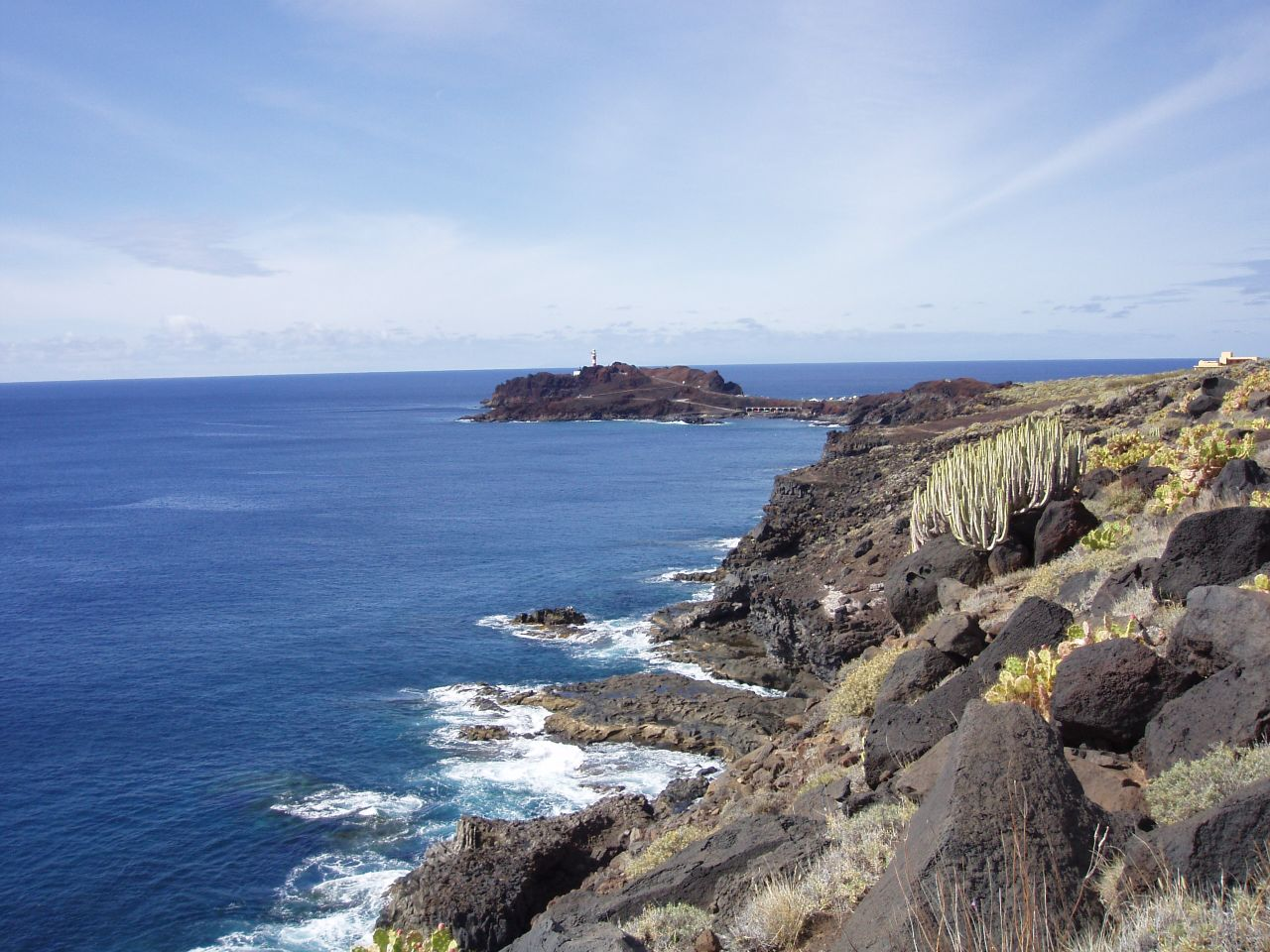
Blick auf das Kap Punta de Teno

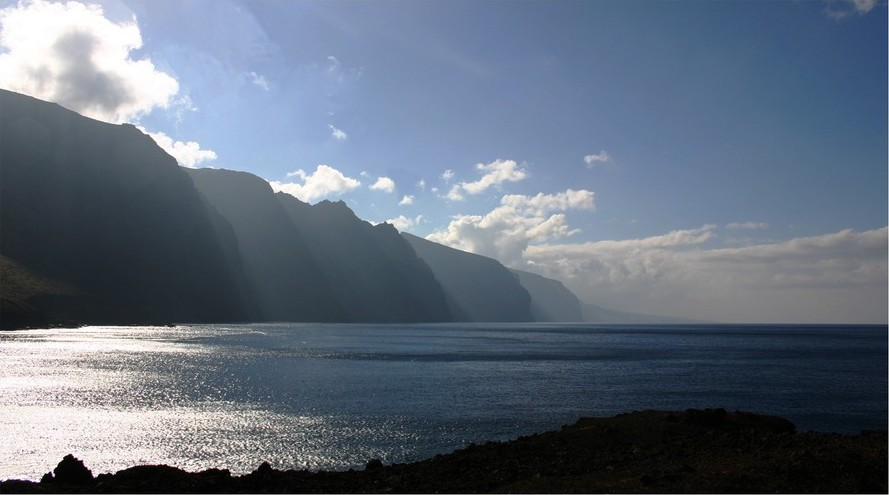
Blick von der Punta de Teno auf die Klippen von Los Gigantes

Die Punta de Teno, auch Punta Teno, ist ein Kap im äußersten Nordwesten der zu Spanien gehörenden Kanareninsel Teneriffa. Das Kap ist der westlichste Punkt der Insel. Die Punta de Teno gehört zur Gemeinde Buenavista del Norte. Das Kap bietet eine gute Aussicht, bei gutem Wetter kann man von dort aus die Klippen von Los Gigantes und die beiden westlichen Nachbarinseln La Gomera und La Palma sehen.

## Infrastruktur

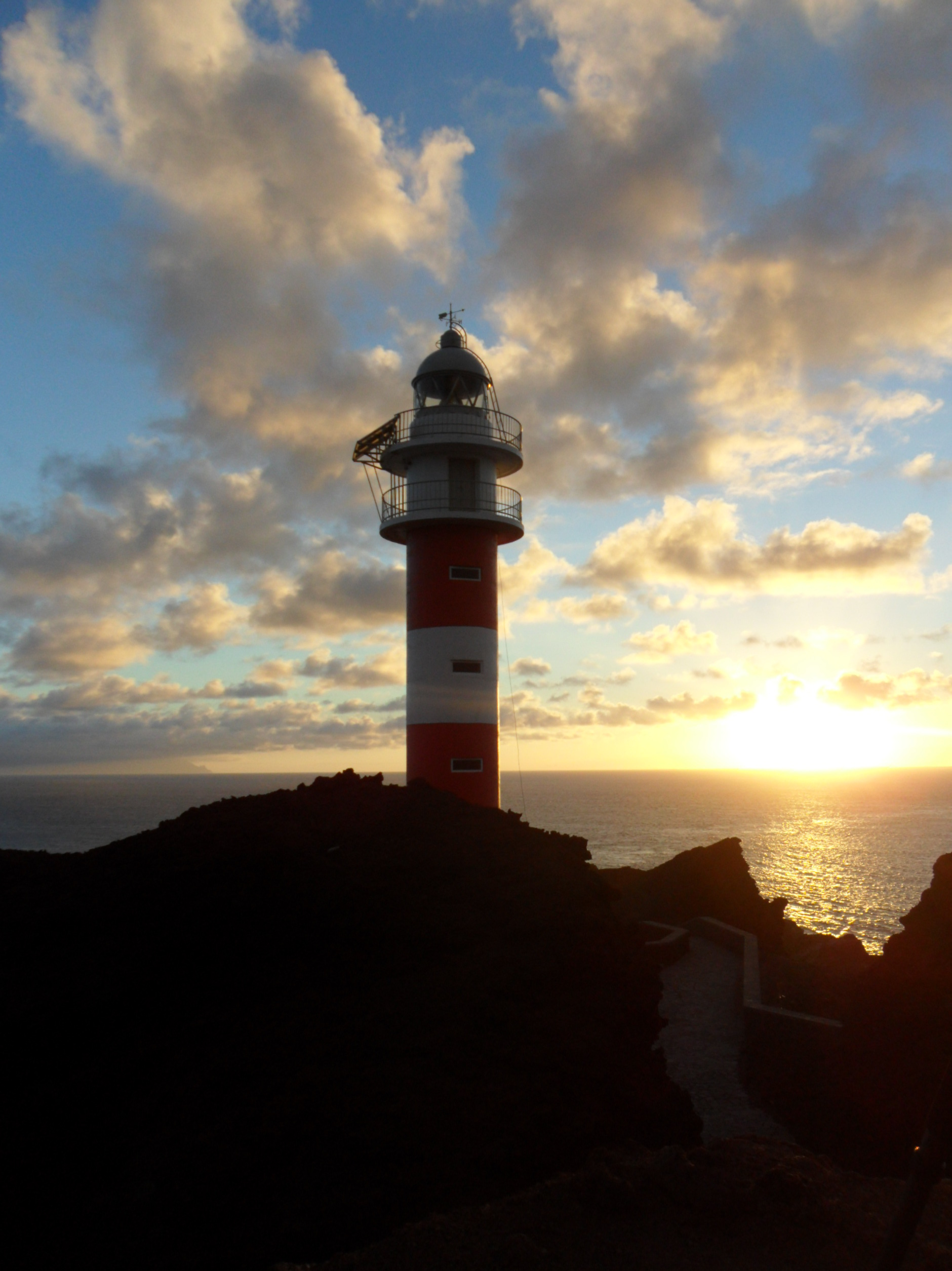
Der neue Leuchtturm Faro de Punta de Teno

Das Kap ist über die Nebenstraße TF-445 mit dem mehrere Kilometer weiter östlich liegenden Buenavista del Norte verbunden. Die früher marode Straße wurde ab 2013 saniert und ab 2015 wieder für den Verkehr freigegeben, doch nach einem Einsturz der Straße durch einen Erdrutsch im Juli 2016 wurde sie wieder geschlossen. Daher gibt es Planungen für eine Maut, um den Erhalt der Straße finanzieren zu können. Am 23. Dezember 2016 wurde sie vorerst wieder für den allgemeinen Verkehr freigegeben. Am 14. Januar 2017 trat eine Regelung in Kraft, nach der die Straße an den Wochenenden und an Feiertagen für den privaten Verkehr gesperrt ist. An diesen Tagen verkehrt ein Shuttlebus von Buenavista zur Punta de Teno. Am 18. April 2018 wurde die Regelung nochmals verschärft und der Besuch für Fahrten mit dem eigenen PKW ohne Ausnahmegenehmigung ist nunmehr nur noch montags bis mittwochs gestattet. Seit dem 15. April 2019 ist die Straße die ganze Woche über von 10:00 bis 19:00 Uhr (in den Sommermonaten von 09:00 bis 20:00 Uhr) gesperrt. Der Shuttlebus verkehrt weiterhin für 1 € pro Fahrt und Person im Stundentakt (Linie 369).

## Leuchtturm Faro de Punta de Teno
Auf der vulkanischen Halbinsel der Punta de Teno stehen zwei Leuchttürme. Der ältere stammt aus dem Jahr 1893. Seit 1976 gibt es einen größeren Turm in unmittelbarer Nähe, der den alten abgelöst hat. Der neue Leuchtturm ist 20 Meter hoch und hat eine Feuerhöhe von 60 Metern.